# Хаджи-Касумов, Мусса-Бек
Хаджи-Касумов Муса-Мирза Хамдуллаевич (16 августа 1886 года, с. Касумкент, Дагестан  —  18 июня 1935 года, г. Ленинград) —  революционер, член РСДРП с 1904 года, архитектор, один из создателей союза архитекторов Ленинграда и первый его председатель, бывший председатель Союза Советских архитекторов. 

## Биография
Хаджи-Касумов Муса бек Мирза Хамдуллаевич родился 16 августа 1886 года в селе Касумкент Дагестан в семье мелкого чиновника. По национальности — лезгин.
В 1903 году окончил Бакинское реальное училище. Учился также 3 года в Петербургском институте инженеров гражданского строительства. В это время принимал участие в работе студенческих революционных организаций, за что был отчислен с 4 курса института.
В 1904 году вступил в партию РСДРП, её большевистскую фракцию, в 1906—1907 годах состоял членом бакинского комитета РСДРП. За свою политическую деятельность пробыл два срока в тюрьме. После Великой Октябрьской Социалистической революции, с 1918 года, состоял членом большевистской фракции в Петроградском совете. Назначен комиссаром городских электростанций, затем работал директором Первой государственной электростанции.
Хаджи-Касумов Муса бек Мирза Хамдулла бек оглы работал на разных должностях (председатель госплана Азербайджанской ССР и др.) в Баку, затем в Ленинграде. Работая в Азербайджане, близко познакомился с С. М. Кировым. В 1921—1925 годах — председатель правления предприятия Электроток в Ленинграде.
В 1925-30-е годы был заместителем председателя Совета народных комиссаров, председателем Совета Народного Хозяйства Азербайджана, председателем государственного планового комитета Азербайджанской ССР. 1930-33-е годы был начальником управления архитектуры и планирования Ленинградского горсовета, в 1933-35 годы был одним из создателей Союза архитекторов Ленинграда. Созданный Ленинградский союз советских архитекторов возглавил руководитель архитектурно-планировочного отдела исполкома Ленсовета М. Б. Xаджи-Касумов. В правление союза архитекторов вошли А. С. Никольский, Л. А. Ильин, Г. А. Симонов, другие ленинградские архитекторы, по 8 представителей от прежних «Общества архитекторов» (ЛОА) и «Общества архитекторов-художников» (ЛОАХ), в том числе 5 членов партии.
Позже Ленинградское отделение было преобразовано в Ленинградскую организацию Союза архитекторов СССР, которое также возглавил Хаджи-Касумов.
Умер 20 июля 1935 года в Ленинграде и похоронен в Александро-Невской лавре. В годы Великой Отечественной войны его семья находилась в блокадном Ленинграде. Живой осталась только его дочь — Марьяна Мусса-Бековна.

Могила Хаджи-Касумова на Казачьем кладбище Александро-Невской лавры Санкт-Петербурга.